# 2000–2001-es UEFA-bajnokok ligája (csoportkör)
A 2000–2001-es UEFA-bajnokok ligája csoportkörének mérkőzéseit 2000. szeptember 12. és november 8. között játszották le.
A csoportkörben 32 csapat vett részt, a sorsoláskor nyolc darab négycsapatos csoportot képeztek. A csoportokban a csapatok körmérkőzéses, oda-visszavágós rendszerben mérkőztek meg egymással. A csoportok első  két helyezettje a második csoportkörbe jutott. A harmadik helyezettek az UEFA-kupa harmadik fordulójába kerültek. A negyedik helyezettek kiestek.

## Sorsolás
A sorsolás előtt a csapatokat négy kalapba sorolták az UEFA-együtthatójuk sorrendjében. A címvédő Real Madrid automatikusan az 1. kalapba került, az első sorszámú kiemeltként. Minden kalapból minden csoportba egy-egy csapatot sorsoltak. Egy csoportba nem kerülhetett két azonos nemzetiségű csapat.
| Csapat                | Együttható | Kalap |
| --------------------- | ---------- | ----- |
| Real Madrid (címvédő) | 99,799     | 1     |
| Juventus              | 109,964    | 1     |
| FC Barcelona          | 103,799    | 1     |
| Bayern München        | 103,201    | 1     |
| Lazio                 | 94,964     | 1     |
| Manchester United     | 89,727     | 1     |
| AS Monaco             | 75,364     | 1     |
| Valencia CF           | 69,799     | 1     |
| Szpartak Moszkva      | 65,637     | 2     |
| Paris Saint-Germain   | 64,363     | 2     |
| Olympique Lyonnais    | 60,364     | 2     |
| AC Milan              | 53,964     | 2     |
| Deportivo La Coruña   | 53,799     | 2     |
| Arsenal               | 52,728     | 2     |
| PSV Eindhoven         | 52,333     | 2     |
| Galatasaray SK        | 51,925     | 2     |

| Csapat           | Együttható | Kalap |
| ---------------- | ---------- | ----- |
| Dinamo Kijiv     | 51,583     | 3     |
| Rosenborg        | 51,050     | 3     |
| Bayer Leverkusen | 48,201     | 3     |
| Olimbiakósz      | 45,433     | 3     |
| Panathinaikósz   | 44,433     | 3     |
| Leeds United     | 43,728     | 3     |
| Sparta Praha     | 43,562     | 3     |
| Rangers          | 32,250     | 3     |
| Sporting CP      | 30,275     | 4     |
| Hamburger SV     | 30,201     | 4     |
| Anderlecht       | 27,525     | 4     |
| Beşiktaş JK      | 26,925     | 4     |
| Sturm Graz       | 26,250     | 4     |
| SC Heerenveen    | 24,333     | 4     |
| Helsingborgs IF  | 16,766     | 4     |
| Sahtar Doneck    | 15,583     | 4     |

## Csoportok

### Sorrend meghatározása
Ha két vagy több csapat a csoportmérkőzések után azonos pontszámmal állt, az alábbiak alapján kellett meghatározni a sorrendet:
1. az azonosan álló csapatok mérkőzésein szerzett több pont
2. az azonosan álló csapatok mérkőzésein elért jobb gólkülönbség
3. az azonosan álló csapatok mérkőzésein idegenben szerzett több gól
4. az összes mérkőzésen elért jobb gólkülönbség
5. az összes mérkőzésen szerzett több gól
6. az azonosan álló csapatok és nemzeti szövetségük jobb UEFA-együtthatója az előző öt évben

Az időpontok közép-európai idő/közép-európai nyári idő szerint értendők.

### A csoport
| Hely. | Csapat           | M | Gy | D | V | G+ | G– | Gk  | P  | Továbbjutás                         |  | RMA | SPM | LEV | SPO |
| ----- | ---------------- | - | -- | - | - | -- | -- | --- | -- | ----------------------------------- |  | --- | --- | --- | --- |
| 1.    | Real Madrid      | 6 | 4  | 1 | 1 | 15 | 8  | +7  | 13 | Továbbjutott a második csoportkörbe |  | —   | 1–0 | 5–3 | 4–0 |
| 2.    | Szpartak Moszkva | 6 | 4  | 0 | 2 | 9  | 3  | +6  | 12 | Továbbjutott a második csoportkörbe |  | 1–0 | —   | 2–0 | 3–1 |
| 3.    | Bayer Leverkusen | 6 | 2  | 1 | 3 | 9  | 12 | −3  | 7  | Átkerült az UEFA-kupába             |  | 2–3 | 1–0 | —   | 3–2 |
| 4.    | Sporting CP      | 6 | 0  | 2 | 4 | 5  | 15 | −10 | 2  |                                     |  | 2–2 | 0–3 | 0–0 | —   |

| 2000. szeptember 12. 19:45 |

| Szpartak Moszkva        | 2–0               | Bayer Leverkusen |
| ----------------------- | ----------------- | ---------------- |
| Tyitov 51' Bezrodny 89' | (0–0) Jegyzőkönyv |                  |

| Luzsnyiki Stadion, Moszkva Nézőszám: 64 000 Játékvezető: Paul Durkin (angol) |

| 2000. szeptember 12. 20:45 |

| Sporting CP                 | 2–2               | Real Madrid                                       |
| --------------------------- | ----------------- | ------------------------------------------------- |
| Sá Pinto 39' André Cruz 42' | (2–0) Jegyzőkönyv | Roberto Carlos da Silva 50' Rui Jorge 76' (öngól) |

| Estádio José Alvalade, Lisszabon Nézőszám: 42 000 Játékvezető: Alfredo Trentalange (olasz) |

| 2000. szeptember 20. 20:45 |

| Bayer Leverkusen                     | 3–2               | Sporting CP                            |
| ------------------------------------ | ----------------- | -------------------------------------- |
| Ramelow 65' Brdarić 73' Neuville 77' | (0–1) Jegyzőkönyv | André Cruz 12' Sá Pinto 79' (11-esből) |

| BayArena, Leverkusen Nézőszám: 22 500 Játékvezető: Knud Erik Fisker (dán) |

| 2000. szeptember 20. 20:45 |

| Real Madrid  | 1–0               | Szpartak Moszkva |
| ------------ | ----------------- | ---------------- |
| Helguera 51' | (0–0) Jegyzőkönyv |                  |

| Santiago Bernabéu Stadium, Madrid Nézőszám: 32 000 Játékvezető: Leslie Irvine (északír) |

| 2000. szeptember 27. 20:00 |

| Szpartak Moszkva          | 3–1               | Sporting CP  |
| ------------------------- | ----------------- | ------------ |
| Robson 44' Marcão 68' 82' | (1–1) Jegyzőkönyv | Sá Pinto 24' |

| Luzsnyiki Stadion, Moszkva Nézőszám: 56 000 Játékvezető: Alain Hamer (luxemburgi) |

| 2000. szeptember 27. 20:45 |

| Bayer Leverkusen          | 2–3               | Real Madrid                              |
| ------------------------- | ----------------- | ---------------------------------------- |
| Schneider 27' Ballack 44' | (2–1) Jegyzőkönyv | Roberto Carlos da Silva 32' 75' Guti 69' |

| BayArena, Leverkusen Nézőszám: 22 500 Játékvezető: Karl-Erik Nilsson (svéd) |

| 2000. október 17. 20:45 |

| Sporting CP | 0–3               | Szpartak Moszkva                 |
| ----------- | ----------------- | -------------------------------- |
|             | (0–1) Jegyzőkönyv | Dimas 16' (öngól) Tyitov 52' 68' |

| Estádio José Alvalade, Lisszabon Nézőszám: 30 000 Játékvezető: Graham Barber (angol) |

| 2000. október 17. 20:45 |

| Real Madrid                                           | 5–3               | Bayer Leverkusen                 |
| ----------------------------------------------------- | ----------------- | -------------------------------- |
| Guti 4' 64' Helguera 24' Raúl 75' Figo 87' (11-esből) | (2–1) Jegyzőkönyv | Brdarić 20' Kirsten 55' Rink 77' |

| Santiago Bernabéu Stadium, Madrid Nézőszám: 60 000 Játékvezető: Domenico Messina (olasz) |

| 2000. október 25. 20:45 |

| Bayer Leverkusen | 1–0               | Szpartak Moszkva |
| ---------------- | ----------------- | ---------------- |
| Ballack 52'      | (0–0) Jegyzőkönyv |                  |

| BayArena, Leverkusen Nézőszám: 22 500 Játékvezető: Ryszard Wójcik (lengyel) |

| 2000. október 25. 20:45 |

| Real Madrid                          | 4–0               | Sporting CP |
| ------------------------------------ | ----------------- | ----------- |
| Guti 12' Sávio 42' Morientes 62' 70' | (2–0) Jegyzőkönyv |             |

| Santiago Bernabéu Stadium, Madrid Nézőszám: 55 029 Játékvezető: Urs Meier (svájci) |

| 2000. november 7. 20:00 |

| Szpartak Moszkva   | 1–0               | Real Madrid |
| ------------------ | ----------------- | ----------- |
| Geremi 47' (öngól) | (0–0) Jegyzőkönyv |             |

| Luzsnyiki Stadion, Moszkva Nézőszám: 80 000 Játékvezető: Stéphane Bré (francia) |

| 2000. november 7. 20:45 |

| Sporting CP | 0–0         | Bayer Leverkusen |
| ----------- | ----------- | ---------------- |
|             | Jegyzőkönyv |                  |

| Estádio José Alvalade, Lisszabon Nézőszám: 8000 Játékvezető: Oğuz Sarvan (török) |

### B csoport
| Hely. | Csapat        | M | Gy | D | V | G+ | G– | Gk | P  | Továbbjutás                         |  | ARS | LAZ | SHK | SPP |
| ----- | ------------- | - | -- | - | - | -- | -- | -- | -- | ----------------------------------- |  | --- | --- | --- | --- |
| 1.    | Arsenal       | 6 | 4  | 1 | 1 | 11 | 8  | +3 | 13 | Továbbjutott a második csoportkörbe |  | —   | 2–0 | 3–2 | 4–2 |
| 2.    | Lazio         | 6 | 4  | 1 | 1 | 13 | 4  | +9 | 13 | Továbbjutott a második csoportkörbe |  | 1–1 | —   | 5–1 | 3–0 |
| 3.    | Sahtar Doneck | 6 | 2  | 0 | 4 | 10 | 15 | −5 | 6  | Átkerült az UEFA-kupába             |  | 3–0 | 0–3 | —   | 2–1 |
| 4.    | Sparta Praha  | 6 | 1  | 0 | 5 | 6  | 13 | −7 | 3  |                                     |  | 0–1 | 0–1 | 3–2 | —   |

| 2000. szeptember 12. 20:45 |

| Sparta Praha | 0–1               | Arsenal      |
| ------------ | ----------------- | ------------ |
|              | (0–1) Jegyzőkönyv | Sylvinho 33' |

| Letná Stadium, Prága Nézőszám: 17 666 Játékvezető: Gilles Veissière (francia) |

| 2000. szeptember 12. 19:45 |

| Sahtar Doneck | 0–3               | Lazio                            |
| ------------- | ----------------- | -------------------------------- |
|               | (0–1) Jegyzőkönyv | López 27' Nedvěd 68' Inzaghi 78' |

| Shakhtar Stadium, Donetsk Nézőszám: 31 511 Játékvezető: Michel Piraux (belga) |

| 2000. szeptember 20. 20:45 |

| Arsenal                   | 3–2               | Sahtar Doneck            |
| ------------------------- | ----------------- | ------------------------ |
| Wiltord 45' Keown 68' 90' | (1–2) Jegyzőkönyv | Bakharev 26' Vorobey 29' |

| Highbury, London Nézőszám: 33 922 Játékvezető: Hartmut Strampe (német) |

| 2000. szeptember 20. 20:45 |

| Lazio                       | 3–0               | Sparta Praha |
| --------------------------- | ----------------- | ------------ |
| Inzaghi 35' 70' Simeone 58' | (1–0) Jegyzőkönyv |              |

| Olimpiai Stadion, Róma Nézőszám: 45 100 Játékvezető: Kyros Vassaras (görög) |

| 2000. szeptember 27. 20:45 |

| Arsenal           | 2–0               | Lazio |
| ----------------- | ----------------- | ----- |
| Ljungberg 43' 56' | (1–0) Jegyzőkönyv |       |

| Highbury, London Nézőszám: 34 521 Játékvezető: José García Aranda (spanyol) |

| 2000. szeptember 27. 20:45 |

| Sparta Praha                       | 3–2               | Sahtar Doneck                |
| ---------------------------------- | ----------------- | ---------------------------- |
| Rosický 54' Horňák 73' Jarošík 82' | (0–0) Jegyzőkönyv | Zubov 56' Horňák 84' (öngól) |

| Letná Stadium, Prága Nézőszám: 7391 Játékvezető: Konrad Plautz (osztrák) |

| 2000. október 17. 20:45 |

| Lazio      | 1–1               | Arsenal   |
| ---------- | ----------------- | --------- |
| Nedvěd 25' | (1–0) Jegyzőkönyv | Pirès 88' |

| Olimpiai Stadion, Róma Nézőszám: 40 151 Játékvezető: Hellmut Krug (német) |

| 2000. október 17. 19:45 |

| Sahtar Doneck                      | 2–1               | Sparta Praha |
| ---------------------------------- | ----------------- | ------------ |
| Gleveckas 35' Zubov 87' (11-esből) | (1–1) Jegyzőkönyv | Jarošík 16'  |

| Shakhtar Stadium, Donetsk Nézőszám: 20 000 Játékvezető: Atanas Uzunov (bolgár) |

| 2000. október 25. 20:45 |

| Lazio                                    | 5–1               | Sahtar Doneck |
| ---------------------------------------- | ----------------- | ------------- |
| López 48' 68' 90+' Favalli 54' Verón 58' | (0–1) Jegyzőkönyv | Vorobey 41'   |

| Olimpiai Stadion, Róma Nézőszám: 14 746 Játékvezető: Alain Sars (francia) |

| 2000. október 25. 20:45 |

| Arsenal                                 | 4–2               | Sparta Praha                      |
| --------------------------------------- | ----------------- | --------------------------------- |
| Parlour 5' Lauren 8' Dixon 35' Kanu 51' | (3–1) Jegyzőkönyv | Labant 40' (11-esből) Rosický 90' |

| Highbury, London Nézőszám: 34 397 Játékvezető: Alain Hamer (luxemburgi) |

| 2000. november 7. 20:45 |

| Sparta Praha | 0–1               | Lazio         |
| ------------ | ----------------- | ------------- |
|              | (0–1) Jegyzőkönyv | Ravanelli 43' |

| Letná Stadium, Prága Nézőszám: 19 414 Játékvezető: Arturo Daudén Ibáñez (spanyol) |

| 2000. november 7. 19:45 |

| Sahtar Doneck                      | 3–0               | Arsenal |
| ---------------------------------- | ----------------- | ------- |
| Atelkin 34' Vorobey 57' Byelik 66' | (1–0) Jegyzőkönyv |         |

| Shakhtar Stadium, Donetsk Nézőszám: 30 000 Játékvezető: Knud Erik Fisker (dán) |

### C csoport
| Hely. | Csapat             | M | Gy | D | V | G+ | G– | Gk | P  | Továbbjutás                         |  | VAL | LYO | OLY | HVN |
| ----- | ------------------ | - | -- | - | - | -- | -- | -- | -- | ----------------------------------- |  | --- | --- | --- | --- |
| 1.    | Valencia CF        | 6 | 4  | 1 | 1 | 7  | 4  | +3 | 13 | Továbbjutott a második csoportkörbe |  | —   | 1–0 | 2–1 | 1–1 |
| 2.    | Olympique Lyonnais | 6 | 3  | 0 | 3 | 8  | 6  | +2 | 9  | Továbbjutott a második csoportkörbe |  | 1–2 | —   | 1–0 | 3–1 |
| 3.    | Olimbiakósz        | 6 | 3  | 0 | 3 | 6  | 5  | +1 | 9  | Átkerült az UEFA-kupába             |  | 1–0 | 2–1 | —   | 2–0 |
| 4.    | SC Heerenveen      | 6 | 1  | 1 | 4 | 3  | 9  | −6 | 4  |                                     |  | 0–1 | 0–2 | 1–0 | —   |

| 2000. szeptember 12. 20:45 |

| Valencia CF                 | 2–1               | Olimbiakósz  |
| --------------------------- | ----------------- | ------------ |
| Baraja 36' Diego Alonso 45' | (2–0) Jegyzőkönyv | Đorđević 73' |

| Mestalla Stadium, Valencia Nézőszám: 44 000 Játékvezető: Anders Frisk (svéd) |

| 2000. szeptember 12. 20:45 |

| Olympique Lyonnais                              | 3–1               | SC Heerenveen |
| ----------------------------------------------- | ----------------- | ------------- |
| Anderson 2' Max Houttuin 10' (öngól) Marlet 58' | (2–1) Jegyzőkönyv | Talan 35'     |

| Stade de Gerland, Lyon Nézőszám: 30 000 Játékvezető: Stuart Dougal (skót) |

| 2000. szeptember 20. 20:45 |

| Olimbiakósz                  | 2–1               | Olympique Lyonnais |
| ---------------------------- | ----------------- | ------------------ |
| Ofori-Quaye 19' Giovanni 34' | (2–0) Jegyzőkönyv | Foé 88'            |

| Olimpiai Stadion, Athén Játékvezető: Graham Poll (angol) |

| 2000. szeptember 20. 20:45 |

| SC Heerenveen | 0–1               | Valencia CF  |
| ------------- | ----------------- | ------------ |
|               | (0–1) Jegyzőkönyv | González 38' |

| Abe Lenstra Stadion, Heerenveen Játékvezető: Valentin Ivanov (orosz) |

| 2000. szeptember 27. 20:45 |

| Valencia CF | 1–0               | Olympique Lyonnais |
| ----------- | ----------------- | ------------------ |
| Zahovič 78' | (0–0) Jegyzőkönyv |                    |

| Mestalla Stadium, Valencia Játékvezető: Stefano Braschi (olasz) |

| 2000. szeptember 27. 20:45 |

| Olimbiakósz      | 2–0               | SC Heerenveen |
| ---------------- | ----------------- | ------------- |
| Giovanni 52' 69' | (0–0) Jegyzőkönyv |               |

| Olimpiai Stadion, Athén Játékvezető: Claus Bo Larsen (dán) |

| 2000. október 17. 20:45 |

| Olympique Lyonnais | 1–2               | Valencia CF                 |
| ------------------ | ----------------- | --------------------------- |
| Marlet 90'         | (0–1) Jegyzőkönyv | Juan Sánchez 45' Baraja 86' |

| Stade de Gerland, Lyon Játékvezető: Paul Durkin (angol) |

| 2000. október 17. 20:45 |

| SC Heerenveen | 1–0               | Olimbiakósz |
| ------------- | ----------------- | ----------- |
| Jensen 83'    | (0–0) Jegyzőkönyv |             |

| Abe Lenstra Stadion, Heerenveen Játékvezető: Hartmut Strampe (német) |

| 2000. október 25. 20:45 |

| Olimbiakósz             | 1–0               | Valencia CF |
| ----------------------- | ----------------- | ----------- |
| Đorđević 65' (11-esből) | (0–0) Jegyzőkönyv |             |

| Olimpiai Stadion, Athén Játékvezető: Alfredo Trentalange (olasz) |

| 2000. október 25. 20:45 |

| SC Heerenveen | 0–2               | Olympique Lyonnais        |
| ------------- | ----------------- | ------------------------- |
|               | (0–0) Jegyzőkönyv | Malbranque 68' Marlet 78' |

| Abe Lenstra Stadion, Heerenveen Játékvezető: Lucílio Batista (portugál) |

| 2000. november 7. 20:45 |

| Olympique Lyonnais | 1–0               | Olimbiakósz |
| ------------------ | ----------------- | ----------- |
| Laigle 2'          | (1–0) Jegyzőkönyv |             |

| Stade de Gerland, Lyon Játékvezető: Günter Benkö (osztrák) |

| 2000. november 7. 20:45 |

| Valencia CF      | 1–1               | SC Heerenveen |
| ---------------- | ----------------- | ------------- |
| Diego Alonso 10' | (1–1) Jegyzőkönyv | Venema 37'    |

| Mestalla Stadium, Valencia Játékvezető: Michel Piraux (belga) |

### D csoport
| Hely. | Csapat         | M | Gy | D | V | G+ | G– | Gk | P  | Továbbjutás                         |  | STM | GAL | RAN | MON |
| ----- | -------------- | - | -- | - | - | -- | -- | -- | -- | ----------------------------------- |  | --- | --- | --- | --- |
| 1.    | Sturm Graz     | 6 | 3  | 1 | 2 | 9  | 12 | −3 | 10 | Továbbjutott a második csoportkörbe |  | —   | 3–0 | 2–0 | 2–0 |
| 2.    | Galatasaray SK | 6 | 2  | 2 | 2 | 10 | 13 | −3 | 8  | Továbbjutott a második csoportkörbe |  | 2–2 | —   | 3–2 | 3–2 |
| 3.    | Rangers        | 6 | 2  | 2 | 2 | 10 | 7  | +3 | 8  | Átkerült az UEFA-kupába             |  | 5–0 | 0–0 | —   | 2–2 |
| 4.    | AS Monaco      | 6 | 2  | 1 | 3 | 13 | 10 | +3 | 7  |                                     |  | 5–0 | 4–2 | 0–1 | —   |

| 2000. szeptember 12. 20:45 |

| Galatasaray SK                 | 3–2               | AS Monaco                       |
| ------------------------------ | ----------------- | ------------------------------- |
| Jardel 16' Hagi 29' Capone 80' | (2–0) Jegyzőkönyv | Nonda 50' Simone 62' (11-esből) |

| Ali Sami Yen Stadium, Isztambul Játékvezető: Arturo Daudén Ibáñez (spanyol) |

| 2000. szeptember 12. 20:45 |

| Rangers                                                       | 5–0               | Sturm Graz |
| ------------------------------------------------------------- | ----------------- | ---------- |
| Mols 9' De Boer 19' Albertz 29' Van Bronckhorst 72' Dodds 85' | (3–0) Jegyzőkönyv |            |

| Ibrox Stadium, Glasgow Játékvezető: Lucílio Batista (portugál) |

| 2000. szeptember 20. 20:45 |

| Sturm Graz               | 3–0               | Galatasaray SK |
| ------------------------ | ----------------- | -------------- |
| Yuran 32' Schopp 64' 81' | (1–0) Jegyzőkönyv |                |

| Arnold Schwarzenegger Stadium, Graz Játékvezető: René Temmink (holland) |

| 2000. szeptember 20. 20:45 |

| AS Monaco | 0–1               | Rangers            |
| --------- | ----------------- | ------------------ |
|           | (0–1) Jegyzőkönyv | Van Bronckhorst 8' |

| Stade Louis II, Monaco Játékvezető: Atanas Uzunov (bolgár) |

| 2000. szeptember 27. 20:45 |

| Galatasaray SK                             | 3–2               | Rangers                             |
| ------------------------------------------ | ----------------- | ----------------------------------- |
| Bülent Akın 51' Hakan Ünsal 57' Jardel 70' | (0–0) Jegyzőkönyv | Kanchelskis 72' Van Bronckhorst 90' |

| Ali Sami Yen Stadium, Isztambul Játékvezető: Pierluigi Collina (olasz) |

| 2000. szeptember 27. 20:45 |

| AS Monaco                                 | 5–0               | Sturm Graz |
| ----------------------------------------- | ----------------- | ---------- |
| Simone 13' 38' 41' Farnerud 77' Nonda 84' | (3–0) Jegyzőkönyv |            |

| Stade Louis II, Monaco Játékvezető: Eric Romain (belga) |

| 2000. október 17. 20:45 |

| Rangers | 0–0         | Galatasaray SK |
| ------- | ----------- | -------------- |
|         | Jegyzőkönyv |                |

| Ibrox Stadium, Glasgow Játékvezető: Markus Merk (német) |

| 2000. október 17. 20:45 |

| Sturm Graz     | 2–0               | AS Monaco |
| -------------- | ----------------- | --------- |
| Schopp 38' 88' | (1–0) Jegyzőkönyv |           |

| Arnold Schwarzenegger Stadium, Graz Játékvezető: Graziano Cesari (olasz) |

| 2000. október 25. 20:45 |

| Sturm Graz              | 2–0               | Rangers |
| ----------------------- | ----------------- | ------- |
| Yuran 20' Prilasnig 90' | (1–0) Jegyzőkönyv |         |

| Arnold Schwarzenegger Stadium, Graz Játékvezető: Antonio López Nieto (spanyol) |

| 2000. október 25. 20:45 |

| AS Monaco                                    | 4–2               | Galatasaray SK                     |
| -------------------------------------------- | ----------------- | ---------------------------------- |
| Contreras 6' Bonnal 19' Simone 22' Nonda 26' | (4–1) Jegyzőkönyv | Hakan Ünsal 24' Bülent Korkmaz 63' |

| Stade Louis II, Monaco Játékvezető: Rune Pedersen (norvég) |

| 2000. november 7. 20:45 |

| Galatasaray SK                  | 2–2               | Sturm Graz                        |
| ------------------------------- | ----------------- | --------------------------------- |
| Ergün 30' (11-esből) Jardel 75' | (1–0) Jegyzőkönyv | Yuran 64' Hakan Ünsal 80' (öngól) |

| Ali Sami Yen Stadium, Isztambul Játékvezető: Karl-Erik Nilsson (svéd) |

| 2000. november 7. 20:45 |

| Rangers            | 2–2               | AS Monaco               |
| ------------------ | ----------------- | ----------------------- |
| Miller 3' Mols 52' | (1–1) Jegyzőkönyv | Costinha 39' Simone 78' |

| Ibrox Stadium, Glasgow Játékvezető: Ľuboš Micheľ (szlovák) |

### E csoport
| Hely. | Csapat              | M | Gy | D | V | G+ | G– | Gk | P  | Továbbjutás                         |  | DEP | PAN | HAM | JUV |
| ----- | ------------------- | - | -- | - | - | -- | -- | -- | -- | ----------------------------------- |  | --- | --- | --- | --- |
| 1.    | Deportivo La Coruña | 6 | 2  | 4 | 0 | 6  | 4  | +2 | 10 | Továbbjutott a második csoportkörbe |  | —   | 1–0 | 2–1 | 1–1 |
| 2.    | Panathinaikósz      | 6 | 2  | 2 | 2 | 6  | 5  | +1 | 8  | Továbbjutott a második csoportkörbe |  | 1–1 | —   | 0–0 | 3–1 |
| 3.    | Hamburger SV        | 6 | 1  | 3 | 2 | 9  | 9  | 0  | 6  | Átkerült az UEFA-kupába             |  | 1–1 | 0–1 | —   | 4–4 |
| 4.    | Juventus            | 6 | 1  | 3 | 2 | 9  | 12 | −3 | 6  |                                     |  | 0–0 | 2–1 | 1–3 | —   |

| 2000. szeptember 13. 20:45 |

| Hamburger SV                                            | 4–4               | Juventus                                |
| ------------------------------------------------------- | ----------------- | --------------------------------------- |
| Yeboah 17' Mahdavikia 65' Butt 72' (11-esből) Kovač 82' | (1–2) Jegyzőkönyv | Tudor 6' Inzaghi 36' 52' 88' (11-esből) |

| Volksparkstadion, Hamburg Játékvezető: Vítor Melo Pereira (portugál) |

| 2000. szeptember 13. 20:45 |

| Panathinaikósz | 1–1               | Deportivo La Coruña |
| -------------- | ----------------- | ------------------- |
| Warzycha 29'   | (1–0) Jegyzőkönyv | Najbet 84'          |

| Olimpiai Stadion, Athén Nézőszám: 48 050 Játékvezető: Hugh Dallas (skót) |

| 2000. szeptember 19. 20:45 |

| Juventus                      | 2–1               | Panathinaikósz |
| ----------------------------- | ----------------- | -------------- |
| Tacchinardi 35' Trezeguet 83' | (1–1) Jegyzőkönyv | Goumas 45+1'   |

| Stadio delle Alpi, Torino Játékvezető: Rune Pedersen (norvég) |

| 2000. szeptember 19. 20:45 |

| Deportivo La Coruña      | 2–1               | Hamburger SV |
| ------------------------ | ----------------- | ------------ |
| Pandiani 44' Scaloni 90' | (1–0) Jegyzőkönyv | Barbarez 53' |

| Estadio Riazor, A Coruña Játékvezető: Dick Jol (holland) |

| 2000. szeptember 26. 20:45 |

| Juventus | 0–0         | Deportivo La Coruña |
| -------- | ----------- | ------------------- |
|          | Jegyzőkönyv |                     |

| Stadio delle Alpi, Torino Nézőszám: 35 753 Játékvezető: Urs Meier (svájci) |

| 2000. szeptember 26. 20:45 |

| Hamburger SV | 0–1               | Panathinaikósz  |
| ------------ | ----------------- | --------------- |
|              | (0–1) Jegyzőkönyv | Nasiopoulos 36' |

| Volksparkstadion, Hamburg Játékvezető: Dermot Gallagher (angol) |

| 2000. október 18. 20:45 |

| Deportivo La Coruña | 1–1               | Juventus    |
| ------------------- | ----------------- | ----------- |
| Víctor 12'          | (1–1) Jegyzőkönyv | Inzaghi 10' |

| Estadio Riazor, A Coruña Nézőszám: 40 000 Játékvezető: Gilles Veissière (francia) |

| 2000. október 18. 20:45 |

| Panathinaikósz | 0–0         | Hamburger SV |
| -------------- | ----------- | ------------ |
|                | Jegyzőkönyv |              |

| Olimpiai Stadion, Athén Játékvezető: Leslie Irvine (északír) |

| 2000. október 24. 20:45 |

| Juventus      | 1–3               | Hamburger SV                      |
| ------------- | ----------------- | --------------------------------- |
| Kovačević 56' | (0–1) Jegyzőkönyv | Präger 24' Yeboah 48' Panadić 62' |

| Stadio delle Alpi, Torino Játékvezető: Stuart Dougal (skót) |

| 2000. október 24. 20:45 |

| Deportivo La Coruña | 1–0               | Panathinaikósz |
| ------------------- | ----------------- | -------------- |
| Pandiani 82'        | (0–0) Jegyzőkönyv |                |

| Estadio Riazor, A Coruña Játékvezető: Kim Milton Nielsen (dán) |

| 2000. november 8. 20:45 |

| Panathinaikósz                               | 3–1               | Juventus    |
| -------------------------------------------- | ----------------- | ----------- |
| Sousa 7' Basinas 59' (11-esből) Warzycha 65' | (1–1) Jegyzőkönyv | Inzaghi 24' |

| Olimpiai Stadion, Athén Játékvezető: Dick Jol (holland) |

| 2000. november 8. 20:45 |

| Hamburger SV   | 1–1               | Deportivo La Coruña |
| -------------- | ----------------- | ------------------- |
| Mahdavikia 10' | (1–0) Jegyzőkönyv | Makaay 58'          |

| Volksparkstadion, Hamburg Nézőszám: 48 500 Játékvezető: Alain Hamer (luxemburgi) |

### F csoport
| Hely. | Csapat              | M | Gy | D | V | G+ | G– | Gk | P  | Továbbjutás                         |  | BAY | PAR | ROS | HEL |
| ----- | ------------------- | - | -- | - | - | -- | -- | -- | -- | ----------------------------------- |  | --- | --- | --- | --- |
| 1.    | Bayern München      | 6 | 3  | 2 | 1 | 9  | 4  | +5 | 11 | Továbbjutott a második csoportkörbe |  | —   | 2–0 | 3–1 | 0–0 |
| 2.    | Paris Saint-Germain | 6 | 3  | 1 | 2 | 14 | 9  | +5 | 10 | Továbbjutott a második csoportkörbe |  | 1–0 | —   | 7–2 | 4–1 |
| 3.    | Rosenborg           | 6 | 2  | 1 | 3 | 13 | 15 | −2 | 7  | Átkerült az UEFA-kupába             |  | 1–1 | 3–1 | —   | 6–1 |
| 4.    | Helsingborgs IF     | 6 | 1  | 2 | 3 | 6  | 14 | −8 | 5  |                                     |  | 1–3 | 1–1 | 2–0 | —   |

| 2000. szeptember 13. 20:45 |

| Rosenborg                                       | 3–1               | Paris Saint-Germain |
| ----------------------------------------------- | ----------------- | ------------------- |
| Berg 18' Johnsen 62' Skammelsrud 90' (11-esből) | (1–1) Jegyzőkönyv | Christian 7'        |

| Lerkendal Stadion, Trondheim Játékvezető: Oğuz Sarvan (török) |

| 2000. szeptember 13. 20:45 |

| Helsingborgs IF | 1–3               | Bayern München                         |
| --------------- | ----------------- | -------------------------------------- |
| Johansen 90'    | (0–1) Jegyzőkönyv | Scholl 7' Salihamidžić 48' Jancker 55' |

| Olympia, Helsingborg Játékvezető: Graham Barber (angol) |

| 2000. szeptember 19. 20:45 |

| Paris Saint-Germain                                 | 4–1               | Helsingborgs IF |
| --------------------------------------------------- | ----------------- | --------------- |
| Anelka 24' Robert 63' Christian 80' El Karkouri 89' | (1–1) Jegyzőkönyv | Johansen 45'    |

| Parc des Princes, Párizs Játékvezető: Hugh Dallas (skót) |

| 2000. szeptember 19. 20:45 |

| Bayern München                  | 3–1               | Rosenborg    |
| ------------------------------- | ----------------- | ------------ |
| Jancker 73' Élber 77' Linke 80' | (0–1) Jegyzőkönyv | Sørensen 38' |

| Olimpiai Stadion, München Játékvezető: Juan Fernández Marin (spanyol) |

| 2000. szeptember 26. 20:45 |

| Paris Saint-Germain | 1–0               | Bayern München |
| ------------------- | ----------------- | -------------- |
| Leroy 90'           | (0–0) Jegyzőkönyv |                |

| Parc des Princes, Párizs Játékvezető: Domenico Messina (olasz) |

| 2000. szeptember 26. 20:45 |

| Rosenborg                                                  | 6–1               | Helsingborgs IF |
| ---------------------------------------------------------- | ----------------- | --------------- |
| Johnsen 20' 29' 78' Strand 50' 51' S. Johansen 64' (öngól) | (2–0) Jegyzőkönyv | Prica 90'       |

| Lerkendal Stadion, Trondheim Játékvezető: Jan Wegereef (holland) |

| 2000. október 18. 20:45 |

| Bayern München             | 2–0               | Paris Saint-Germain |
| -------------------------- | ----------------- | ------------------- |
| Salihamidžić 4' Sérgio 89' | (1–0) Jegyzőkönyv |                     |

| Olimpiai Stadion, München Játékvezető: Vítor Melo Pereira (portugál) |

| 2000. október 18. 20:45 |

| Helsingborgs IF        | 2–0               | Rosenborg |
| ---------------------- | ----------------- | --------- |
| Jansson 32' Álvaro 77' | (1–0) Jegyzőkönyv |           |

| Olympia, Helsingborg Játékvezető: Valentin Ivanov (orosz) |

| 2000. október 24. 20:45 |

| Paris Saint-Germain                                                              | 7–2               | Rosenborg      |
| -------------------------------------------------------------------------------- | ----------------- | -------------- |
| Déhu 16' Christian 25' Anelka 35' 90' Luccin 45' Leroy 76' Robert 86' (11-esből) | (4–2) Jegyzőkönyv | George 36' 38' |

| Parc des Princes, Párizs Játékvezető: José García-Aranda (spanyol) |

| 2000. október 24. 20:45 |

| Bayern München | 0–0         | Helsingborgs IF |
| -------------- | ----------- | --------------- |
|                | Jegyzőkönyv |                 |

| Olimpiai Stadion, München Játékvezető: Kyros Vassaras (görög) |

| 2000. november 8. 20:45 |

| Helsingborgs IF | 1–1               | Paris Saint-Germain |
| --------------- | ----------------- | ------------------- |
| Persson 71'     | (0–1) Jegyzőkönyv | Anelka 34'          |

| Olympia, Helsingborg Játékvezető: Graham Poll (angol) |

| 2000. november 8. 20:45 |

| Rosenborg   | 1–1               | Bayern München |
| ----------- | ----------------- | -------------- |
| Johnsen 27' | (1–0) Jegyzőkönyv | Jeremies 88'   |

| Lerkendal Stadion, Trondheim Játékvezető: René Temmink (holland) |

### G csoport
| Hely. | Csapat            | M | Gy | D | V | G+ | G– | Gk | P  | Továbbjutás                         |  | AND | MUN | PSV | DKV |
| ----- | ----------------- | - | -- | - | - | -- | -- | -- | -- | ----------------------------------- |  | --- | --- | --- | --- |
| 1.    | Anderlecht        | 6 | 4  | 0 | 2 | 11 | 14 | −3 | 12 | Továbbjutott a második csoportkörbe |  | —   | 2–1 | 1–0 | 4–2 |
| 2.    | Manchester United | 6 | 3  | 1 | 2 | 11 | 7  | +4 | 10 | Továbbjutott a második csoportkörbe |  | 5–1 | —   | 3–1 | 1–0 |
| 3.    | PSV Eindhoven     | 6 | 3  | 0 | 3 | 9  | 9  | 0  | 9  | Átkerült az UEFA-kupába             |  | 2–3 | 3–1 | —   | 2–1 |
| 4.    | Dinamo Kijiv      | 6 | 1  | 1 | 4 | 7  | 8  | −1 | 4  |                                     |  | 4–0 | 0–0 | 0–1 | —   |

| 2000. szeptember 13. 20:45 |

| Manchester United                                    | 5–1               | Anderlecht |
| ---------------------------------------------------- | ----------------- | ---------- |
| Cole 15' 50' 72' Irwin 32' (11-esből) Sheringham 42' | (3–0) Jegyzőkönyv | Koller 55' |

| Old Trafford, Manchester Játékvezető: Terje Hauge (norvég) |

| 2000. szeptember 13. 20:45 |

| PSV Eindhoven           | 2–1               | Dinamo Kijiv |
| ----------------------- | ----------------- | ------------ |
| Lucius 39' Bruggink 53' | (1–1) Jegyzőkönyv | Shatskikh 6' |

| Philips Stadion, Eindhoven Játékvezető: Graziano Cesari (olasz) |

| 2000. szeptember 19. 20:45 |

| Dinamo Kijiv | 0–0         | Manchester United |
| ------------ | ----------- | ----------------- |
|              | Jegyzőkönyv |                   |

| Olimpiyskiy NSC, Kijev Nézőszám: 75 000 Játékvezető: Kim Milton Nielsen (dán) |

| 2000. szeptember 19. 20:45 |

| Anderlecht   | 1–0               | PSV Eindhoven |
| ------------ | ----------------- | ------------- |
| Dheedene 80' | (0–0) Jegyzőkönyv |               |

| Constant Vanden Stock Stadium, Brüsszel Játékvezető: Antonio López Nieto (spanyol) |

| 2000. szeptember 26. 20:45 |

| PSV Eindhoven                       | 3–1               | Manchester United     |
| ----------------------------------- | ----------------- | --------------------- |
| Bouma 17' Van Bommel 38' Kežman 64' | (2–1) Jegyzőkönyv | Scholes 3' (11-esből) |

| Philips Stadion, Eindhoven Játékvezető: Markus Merk (német) |

| 2000. szeptember 26. 20:45 |

| Dinamo Kijiv                               | 4–0               | Anderlecht |
| ------------------------------------------ | ----------------- | ---------- |
| Husin 52' Shatskikh 82' Demetradze 89' 90' | (0–0) Jegyzőkönyv |            |

| Olimpiyskiy NSC, Kijev Játékvezető: Alain Sars (francia) |

| 2000. október 18. 20:45 |

| Manchester United                   | 3–1               | PSV Eindhoven  |
| ----------------------------------- | ----------------- | -------------- |
| Sheringham 8' Scholes 82' Yorke 87' | (1–0) Jegyzőkönyv | Van Bommel 76' |

| Old Trafford, Manchester Játékvezető: Juan Fernández Marin (spanyol) |

| 2000. október 18. 20:45 |

| Anderlecht                                        | 4–2               | Dinamo Kijiv              |
| ------------------------------------------------- | ----------------- | ------------------------- |
| Vashchuk 10' (öngól) Radzinski 38' 41' Stoica 45' | (4–1) Jegyzőkönyv | Kaladze 1' Byalkevich 88' |

| Constant Vanden Stock Stadium, Brüsszel Játékvezető: Herbert Fandel (német) |

| 2000. október 24. 20:45 |

| Anderlecht        | 2–1               | Manchester United    |
| ----------------- | ----------------- | -------------------- |
| Radzinski 15' 34' | (2–1) Jegyzőkönyv | Irwin 36' (11-esből) |

| Constant Vanden Stock Stadium, Brüsszel Nézőszám: 28 000 Játékvezető: Stefano Braschi (olasz) |

| 2000. október 24. 20:45 |

| Dinamo Kijiv | 0–1               | PSV Eindhoven |
| ------------ | ----------------- | ------------- |
|              | (0–1) Jegyzőkönyv | Ooijer 45'    |

| Olimpiyskiy NSC, Kijev Játékvezető: Konrad Plautz (osztrák) |

| 2000. november 8. 20:45 |

| Manchester United | 1–0               | Dinamo Kijiv |
| ----------------- | ----------------- | ------------ |
| Sheringham 18'    | (1–0) Jegyzőkönyv |              |

| Old Trafford, Manchester Nézőszám: 66 776 Játékvezető: Claude Colombo (francia) |

| 2000. november 8. 20:45 |

| PSV Eindhoven | 2–3               | Anderlecht                      |
| ------------- | ----------------- | ------------------------------- |
| Ramzi 45' 47' | (1–2) Jegyzőkönyv | Crasson 9' Koller 37' Youla 90' |

| Philips Stadion, Eindhoven Játékvezető: Pierluigi Collina (olasz) |

### H csoport
| Hely. | Csapat       | M | Gy | D | V | G+ | G– | Gk  | P  | Továbbjutás                         |  | MIL | LEE | BAR | BES |
| ----- | ------------ | - | -- | - | - | -- | -- | --- | -- | ----------------------------------- |  | --- | --- | --- | --- |
| 1.    | AC Milan     | 6 | 3  | 2 | 1 | 12 | 6  | +6  | 11 | Továbbjutott a második csoportkörbe |  | —   | 1–1 | 3–3 | 4–1 |
| 2.    | Leeds United | 6 | 2  | 3 | 1 | 9  | 6  | +3  | 9  | Továbbjutott a második csoportkörbe |  | 1–0 | —   | 1–1 | 6–0 |
| 3.    | FC Barcelona | 6 | 2  | 2 | 2 | 13 | 9  | +4  | 8  | Átkerült az UEFA-kupába             |  | 0–2 | 4–0 | —   | 5–0 |
| 4.    | Beşiktaş JK  | 6 | 1  | 1 | 4 | 4  | 17 | −13 | 4  |                                     |  | 0–2 | 0–0 | 3–0 | —   |

| 2000. szeptember 13. 20:45 |

| AC Milan                                             | 4–1               | Beşiktaş JK           |
| ---------------------------------------------------- | ----------------- | --------------------- |
| Coco 36' Bierhoff 44' Shevchenko 45+' (11-esből) 77' | (2–1) Jegyzőkönyv | Tayfur 20' (11-esből) |

| San Siro, Milánó Játékvezető: Ryszard Wójcik (lengyel) |

| 2000. szeptember 13. 20:45 |

| FC Barcelona                                | 4–0               | Leeds United |
| ------------------------------------------- | ----------------- | ------------ |
| Rivaldo 10' F. de Boer 20' Kluivert 75' 84' | (2–0) Jegyzőkönyv |              |

| Camp Nou, Barcelona Nézőszám: 85 000 Játékvezető: Markus Merk (német) |

| 2000. szeptember 19. 20:45 |

| Leeds United | 1–0               | AC Milan |
| ------------ | ----------------- | -------- |
| Bowyer 90'   | (0–0) Jegyzőkönyv |          |

| Elland Road, Leeds Nézőszám: 35 398 Játékvezető: Günter Benkö (osztrák) |

| 2000. szeptember 19. 20:45 |

| Beşiktaş JK                    | 3–0               | FC Barcelona |
| ------------------------------ | ----------------- | ------------ |
| Ahmet Dursun 37' 74' Nouma 86' | (1–0) Jegyzőkönyv |              |

| BJK İnönü Stadium, Isztambul Nézőszám: 30 000 Játékvezető: Claude Colombo (francia) |

| 2000. szeptember 26. 20:45 |

| FC Barcelona | 0–2               | AC Milan               |
| ------------ | ----------------- | ---------------------- |
|              | (0–0) Jegyzőkönyv | Coco 45+' Bierhoff 71' |

| Camp Nou, Barcelona Nézőszám: 98 000 Játékvezető: Hellmut Krug (német) |

| 2000. szeptember 26. 20:45 |

| Leeds United                                               | 6–0               | Beşiktaş JK |
| ---------------------------------------------------------- | ----------------- | ----------- |
| Bowyer 7' 90' Viduka 12' Matteo 22' Bakke 65' Huckerby 89' | (3–0) Jegyzőkönyv |             |

| Elland Road, Leeds Nézőszám: 34 435 Játékvezető: Vítor Melo Pereira (portugál) |

| 2000. október 18. 20:45 |

| AC Milan                        | 3–3               | FC Barcelona        |
| ------------------------------- | ----------------- | ------------------- |
| Albertini 25' 39' José Mari 45' | (3–2) Jegyzőkönyv | Rivaldo 18' 43' 68' |

| San Siro, Milánó Nézőszám: 79 945 Játékvezető: Hugh Dallas (skót) |

| 2000. október 18. 20:45 |

| Beşiktaş JK | 0–0         | Leeds United |
| ----------- | ----------- | ------------ |
|             | Jegyzőkönyv |              |

| BJK İnönü Stadium, Isztambul Nézőszám: 16 021 Játékvezető: Jan Wegereef (holland) |

| 2000. október 24. 20:45 |

| Beşiktaş JK | 0–2               | AC Milan                     |
| ----------- | ----------------- | ---------------------------- |
|             | (0–2) Jegyzőkönyv | Shevchenko 41' José Mari 45' |

| BJK İnönü Stadium, Isztambul Nézőszám: 30 000 Játékvezető: Hartmut Strampe (német) |

| 2000. október 24. 20:45 |

| Leeds United | 1–1               | FC Barcelona |
| ------------ | ----------------- | ------------ |
| Bowyer 5'    | (1–0) Jegyzőkönyv | Rivaldo 90'  |

| Elland Road, Leeds Nézőszám: 36 721 Játékvezető: Terje Hauge (norvég) |

| 2000. november 8. 20:45 |

| AC Milan     | 1–1               | Leeds United |
| ------------ | ----------------- | ------------ |
| Serginho 67' | (0–1) Jegyzőkönyv | Matteo 45'   |

| San Siro, Milánó Nézőszám: 52 289 Játékvezető: Kim Milton Nielsen (dán) |

| 2000. november 8. 20:45 |

| FC Barcelona                                                   | 5–0               | Beşiktaş JK |
| -------------------------------------------------------------- | ----------------- | ----------- |
| Cocu 11' Luis Enrique 17' 49' Rivaldo 81' (11-esből) Gabri 88' | (2–0) Jegyzőkönyv |             |

| Camp Nou, Barcelona Játékvezető: Urs Meier (svájci) |